# 泰國國家童軍組織
泰國國家童軍組織（英語：National Scout Organization of Thailand, NSOT）為泰國的國家童軍活動組織。泰國於1911年開始童軍活動，並於1922年成為世界童軍運動組織的創始成員之一。泰國的童軍活動由《童軍活動法》進行規範。截至2013年，該組織共有828,248名成員，並開放男女青少年參與。

## 早期歷史

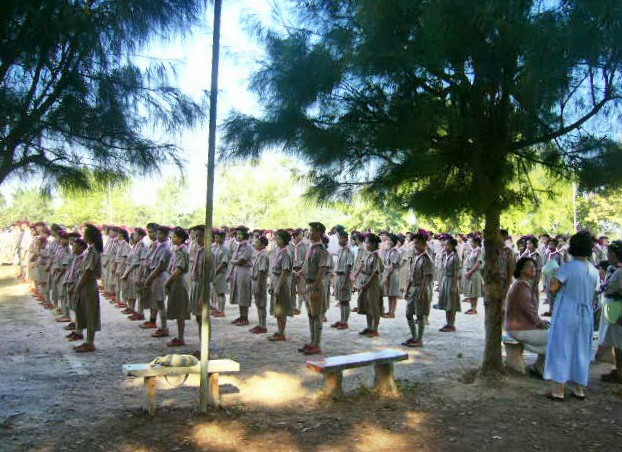
泰國的小學學童穿著童軍活動服裝進行集會，攝於那空拍儂府那瓦中學（Na Wa High School）。

泰國的童軍活動於1911年7月1日，由拉瑪六世國王建立，他被稱為「泰國童軍活動之父」。泰國聲稱其為全世界第3個成立童軍活動的國家。拉瑪六世曾於英國留學，並帶回了童軍活動的概念。

## 童軍活動與學校教育
童軍活動在泰國為學校教育的一環，尤其集中在6至8年級，但並非強制，可以選擇不參加並參與其他青少年計畫，如泰國紅十字；然而，絕大多數泰國青少年會參與童軍活動。童軍成員每週會有一天必須穿著童軍制服，至於是哪一天則由學校方面決定。